# Manuel Ferreira
Pour les articles homonymes, voir Ferreira.
Manuel Ferreira, né le 22 octobre 1905 à Trenque Lauquen et mort le 29 juillet 1983 à Barcelone, est un footballeur argentin des années 1920 et 1930.

## Biographie
Manuel Ferreira débuta au Club Argentino puis il signa à Estudiantes de La Plata en 1924. Avec Alejandro Scopelli, Alberto Zozaya, Miguel Ángel Lauri et Enrique Guaita il forma une ligne d'attaque très prolifique qui fut surnommé « Los Profesores ». 
Il fit ses débuts avec la sélection Albiceleste en 1927. Il participa à la Copa América 1927, inscrivant deux buts contre le Pérou et remportant le tournoi. Il participa aux Jeux olympiques de 1928. 
Titulaire dans tous les matchs, il inscrivit six buts (deux contre les USA, un contre la Belgique, deux contre l'Égypte et un contre l'Uruguay). Il remporta la médaille d'argent. Il participa à la Copa América 1929, inscrivant trois buts (deux contre le Paraguay et un contre l'Uruguay) et remportant ce tournoi. En tant que capitaine, il participa également à la première coupe du monde de football en 1930 ou l'Argentine s'inclina en finale face à son voisin uruguayen. 
Il connut sa 21e et dernière sélection en 1930 en ayant inscrit un total de 11 buts. En 1933, il quitta Estudiantes pour CA River Plate. Il y resta jusqu'en 1934 puis il revint à Estudiantes où il joua de 1935 à 1936, année où il mit un terme à sa carrière de joueur. Sa meilleure performance en club fut une deuxième place en championnat d'Argentine en 1930.

## Clubs
- 1924-1933 : Estudiantes de La Plata
- 1934-1935 : CA River Plate
- 1935-1936 : Estudiantes de La Plata

## Palmarès
- Copa América
  - Vainqueur en 1927 et en 1929
- Jeux olympiques
  - Médaille d'argent en 1928
- Coupe du monde de football
  - Finaliste en 1930
- Championnat d'Argentine de football
  - Vice-champion en 1930